# Wake on LAN
Nogle netværkskort kan "vækkes" med Wake on LAN datapakker, hvis computeren er gået i standby. En anden betegnelse for Wake on LAN (WoL) er Remote Wake Up.
Visse netværkskort kan vække computeren selv, hvis den er helt slukket og bundkortet tillader det. Undtaget er dog, hvis strømmen er helt fjernet/slukket. Operationen udføres ved at bundkortet forsyner netværkskortet med strøm via et ekstra kabel, og når der så kommer en "magisk pakke" sender netværkskortet en kommando til bundkortet om at starte op.
| Naturvidenskab | Spire Denne naturvidenskabsartikel er en spire som bør udbygges. Du er velkommen til at hjælpe Wikipedia ved at udvide den. |